# 京都府道321号和束井手線
京都府道321号和束井手線（きょうとふどう321ごう わづかいでせん）は、京都府相楽郡和束町から綴喜郡井手町に至る一般府道である。

## 概要
相楽郡和束町大字白栖から綴喜郡井手町大字多賀に至る。
相楽郡和束町に入りこむかたちでこの府道に沿って長く伸びる綴喜郡井手町域があり、回廊状態となっている。綴喜郡井手町の市街地を除いておおむね1車線の細い道であり、川沿いに延びる山間部ではところどころに退避箇所が設けられている。

### 路線データ
- 起点：相楽郡和束町大字白栖（白栖交差点、京都府道62号宇治木屋線交点）
- 終点：綴喜郡井手町大字多賀（国道のエノキ交差点、国道24号交点）

## 路線状況

### バイパス
- 綴喜郡井手町大字井手から綴喜郡井手町大字多賀まで。

## 地理

### 通過する自治体
- 京都府
  - 相楽郡和束町 - 綴喜郡井手町

### 交差する道路
| 交差する道路           | 市町村名 | 市町村名 | 交差する場所 | 交差する場所              |
| ---------------------- | -------- | -------- | ------------ | ------------------------- |
| 京都府道62号宇治木屋線 | 相楽郡   | 和束町   | 大字白栖     | 白栖交差点 / 起点         |
| 京都府道70号上狛城陽線 | 綴喜郡   | 井手町   | 大字井手     | [ 注釈 1 ]                |
| 国道24号 / 奈良街道    | 綴喜郡   | 井手町   | 大字多賀     | 国道のエノキ交差点 / 終点 |

### 交差する鉄道
- 奈良線

### 沿線
- 八王子神社
- 大正池
- 井手町立井手小学校 有王分校（休校中）
- 左馬ふれあい公園
- 井手町役場・テオテラスいで

事業中の国道24号城陽井手木津川バイパスの交差点ができる予定地に移転。
旧道区間
- 井手町立玉川保育園
- 井手町立井手小学校
- JR西日本奈良線 玉水駅
- 南都銀行 玉水支店
- 井手郵便局
- 京都中央信用金庫 井手支店
- NTT西日本 京都支店井手別館
- 井手町立泉ヶ丘中学校